# 青葉城幸雄
青葉城 幸雄（あおばじょう ゆきお、1948年11月14日 - ）は、宮城県仙台市太白区出身で押尾川部屋（入門時は二所ノ関部屋）に所属した元大相撲力士。本名は庄司 幸雄（しょうじ ゆきお）。現役時代の体格は181cm、152kg。得意手は左四つ、寄り、吊り。最高位は西関脇（1983年7月場所）。愛称は「土俵の鉄人」。初土俵（序ノ口）以来1630回の連続出場記録保持者であった。

## 来歴・人物
中学時代はサッカー部に所属していた一方で、小学5年生の頃から自転車やサッカースパイクを買うために新聞配達を行っていた。この新聞配達を冬の雪の中でもひたすら行ったことが、健康面や精神面の修養に効果をもたらした。相撲経験は皆無であったが、横綱・大鵬のような力士になりたいと卒業直前に力士を志し、アルバイトで貯めた金で上京して大鵬が所属する二所ノ関部屋に出向き入門を許可された。卒業後に入門し、1964年3月場所で初土俵を踏んだ。当初の四股名は、本名に因んだ「大庄司」。
入門前に相撲経験がなかったため、幕下でやや苦労したが、1971年5月場所で十両に昇進した。そして、これを機に「大庄司」から、故郷・仙台市にある仙台城の別名に由来する「青葉城」へ改名。十両でも3年近く苦戦したが、1974年11月場所では上位で10勝5敗と大勝ちし、これを手土産に翌1975年1月場所にて新入幕を果たした。
幕内4場所目の同年7月場所では、終盤まで優勝争いに加わり、横綱・北の湖を破るなど活躍。最終的に、13勝2敗で優勝した同部屋の後輩・金剛に次ぐ12勝3敗という好成績を収め、生涯唯一の三賞（敢闘賞）を受賞した。翌9月場所では、新三役となる小結に昇進するも、6勝9敗と負け越して1場所で平幕に逆戻り。同場所後には、押尾川親方（元大関・大麒麟）の独立騒動に巻き込まれてしまい、押尾川部屋に移籍した。
もみ上げを伸ばした古武士を思わせる風貌と本格的な左四つの型に風格があり、ガッチリとした胸の厚い体格と腕力にも恵まれており、自分十分の型になると横綱・大関も苦戦させ、その地力は全盛期には大関を期待されるほどのものであったが、相撲の遅さが災いして力を出せずに土俵を割ってしまうことも多かった。また、対戦力士に気を遣い過ぎる面もあり、「北の湖二世」と呼ばれて将来を嘱望された小沼を負傷させた際にはかなり気落ちして、しばらくは成績も伸び悩んだという。
1980年11月場所では十両に陥落したものの、1981年7月場所で十両優勝を果たしたのを機に翌9月場所、幕内へ復帰。再入幕に1年近くを要したが、吊り技に磨きをかけ、1983年7月場所では最高位となる西関脇まで番付を上げた。青葉城にとっては、1975年9月場所以来、47場所ぶりの三役へのカムバックであった。これは、三役陥落から同復帰までの場所数では、現在でも大相撲史上1位の記録。また、34歳8ヵ月という年齢での新関脇昇進は三賞制定後の1947年以降では、3位の年長記録を誇る。その他、初土俵から関脇初昇進までにかかった年数と所要場所数に於いては、現在（※2014年9月現在）でも歴代1位の記録である。なお、同場所では4勝11敗と大きく負け越し、三役では1度も勝ち越せずに終わった。
丈夫で長持ちを地で行くような相撲人生であり、三役から陥落した後も長く幕内上位で相撲を取り続けたが、次第に体力の衰えが隠せなくなり1986年3月、再び十両に陥落。そして、同年7月場所11日目、幕下の綛田（後の関脇・栃乃和歌）に敗れた一番を最後に現役を引退した。引退会見では「あんなアンちゃん（綛田）に負けるのか」と語っていた。
「休場は棄権」という信条を持っており、15歳6ヵ月で序ノ口に付いてから37歳8ヵ月で引退するまでの約22年間に渡って休場が1度もなく「丈夫で長持ち」と言われ、初土俵（序ノ口）以来の連続出場記録保持者としてギネスブックにも登録された。引退してからもなお、停年に至るまで内臓疾患と無縁の健康体が取り柄であり、この長所は大記録と決して無関係でないと言える。
引退後は年寄・不知火を襲名し、押尾川部屋、尾車部屋の部屋付きの親方として後進の指導に当たった。特に、18年間継続して巡業部の職務を担当したことが年寄としての主だった貢献であった。
又、2006年2月から2008年9月まで監事、職制変更に伴い同年10月から2012年1月までは副理事を務めた。NHKの大相撲放送では、千秋楽の中入り後解説（向正面）を担当することが多かった。2013年11月場所中に65歳の誕生日を迎え、同場所限りで日本相撲協会を停年（定年）退職した。その11月場所中、5日目の大相撲中継で、ゲストとして登場した際に前述の独立騒動を印象深く思っていると話していた。

## 主な戦績
- 通算成績：789勝841敗　勝率.484
- 幕内成績：429勝501敗　勝率.462
- 現役在位：134場所
- 幕内在位：62場所
- 三役在位：2場所（関脇1場所、小結1場所）
- 金星：1個（北の湖：1個（1975年7月場所））
- 連続出場回数：1630回（歴代1位。通算出場回数としては、歴代8位。1964年5月場所 - 1986年7月場所）[1]
- 三賞：1回
  - 敢闘賞：1回（1975年7月場所）
- 各段優勝
  - 十両優勝：1回（1981年7月場所）
  - 幕下優勝：1回（1970年11月場所）

### 場所別成績
| | 一月場所 初場所（東京） | 三月場所 春場所（大阪） | 五月場所 夏場所（東京） | 七月場所 名古屋場所（愛知） | 九月場所 秋場所（東京） | 十一月場所 九州場所（福岡） |
| --- | ----------------------- | ----------------------- | ----------------------- | --------------------------- | ----------------------- | --------------------------- |
| 1964年 （昭和39年） | x                       | （前相撲）              | 東序ノ口24枚目 3–4      | 東序二段131枚目 5–2         | 西序二段74枚目 3–4      | 東序二段84枚目 5–2          |
| 1965年 （昭和40年） | 西序二段33枚目 2–5      | 東序二段65枚目 4–3      | 西序二段35枚目 1–6      | 東序二段70枚目 2–5          | 西序二段87枚目 4–3      | 西序二段46枚目 3–4          |
| 1966年 （昭和41年） | 東序二段65枚目 5–2      | 東序二段25枚目 6–1      | 西三段目71枚目 5–2      | 西三段目29枚目 4–3          | 東三段目10枚目 4–3      | 西幕下89枚目 3–4            |
| 1967年 （昭和42年） | 西幕下98枚目 3–4        | 西三段目7枚目 4–3       | 西三段目39枚目 4–3      | 西三段目22枚目 3–4          | 西三段目30枚目 5–2      | 西三段目6枚目 4–3           |
| 1968年 （昭和43年） | 西幕下55枚目 4–3        | 東幕下44枚目 5–2        | 東幕下52枚目 5–2        | 東幕下39枚目 5–2            | 西幕下26枚目 3–4        | 東幕下31枚目 4–3            |
| 1969年 （昭和44年） | 西幕下25枚目 3–4        | 西幕下31枚目 4–3        | 西幕下25枚目 4–3        | 東幕下22枚目 5–2            | 東幕下10枚目 4–3        | 東幕下8枚目 4–3             |
| 1970年 （昭和45年） | 東幕下7枚目 2–5         | 西幕下15枚目 3–4        | 西幕下20枚目 4–3        | 東幕下15枚目 5–2            | 東幕下7枚目 3–4         | 東幕下12枚目 優勝 6–1       |
| 1971年 （昭和46年） | 東幕下4枚目 4–3         | 西幕下2枚目 5–2         | 西十両12枚目 8–7        | 西十両9枚目 8–7             | 東十両8枚目 7–8         | 西十両9枚目 7–8             |
| 1972年 （昭和47年） | 西十両10枚目 9–6        | 東十両4枚目 8–7         | 西十両2枚目 5–10        | 東十両7枚目 6–9             | 東十両9枚目 7–8         | 東十両10枚目 9–6            |
| 1973年 （昭和48年） | 西十両4枚目 3–12        | 西十両13枚目 2–13       | 東幕下10枚目 4–3        | 東幕下9枚目 5–2             | 西幕下5枚目 4–3         | 東幕下3枚目 4–3             |
| 1974年 （昭和49年） | 東幕下筆頭 5–2          | 西十両12枚目 9–6        | 東十両7枚目 8–7         | 西十両5枚目 7–8             | 西十両6枚目 8–7         | 東十両3枚目 10–5            |
| 1975年 （昭和50年） | 西前頭11枚目 8–7        | 東前頭10枚目 8–7        | 東前頭7枚目 8–7         | 東前頭5枚目 12–3 敢★        | 東小結 6–9              | 東前頭3枚目 6–9             |
| 1976年 （昭和51年） | 西前頭5枚目 8–7         | 西前頭2枚目 6–9         | 東前頭5枚目 9–6         | 西前頭筆頭 8–7              | 東前頭筆頭 3–12         | 東前頭8枚目 8–7             |
| 1977年 （昭和52年） | 東前頭5枚目 6–9         | 西前頭8枚目 9–6         | 西前頭2枚目 7–8         | 西前頭3枚目 6–9             | 東前頭7枚目 7–8         | 東前頭8枚目 7–8             |
| 1978年 （昭和53年） | 東前頭9枚目 8–7         | 西前頭5枚目 8–7         | 東前頭3枚目 3–12        | 西前頭12枚目 9–6            | 西前頭6枚目 8–7         | 東前頭5枚目 6–9             |
| 1979年 （昭和54年） | 西前頭8枚目 9–6         | 西前頭2枚目 3–12        | 西前頭9枚目 8–7         | 東前頭6枚目 6–9             | 東前頭11枚目 10–5       | 西前頭3枚目 5–10            |
| 1980年 （昭和55年） | 西前頭7枚目 6–9         | 東前頭12枚目 9–6        | 西前頭7枚目 4–11        | 東前頭13枚目 8–7            | 東前頭11枚目 4–11       | 西十両4枚目 8–7             |
| 1981年 （昭和56年） | 東十両2枚目 7–8         | 西十両2枚目 6–9         | 西十両6枚目 8–7         | 西十両2枚目 優勝 10–5       | 西前頭11枚目 8–7        | 西前頭7枚目 7–8             |
| 1982年 （昭和57年） | 西前頭8枚目 8–7         | 西前頭3枚目 7–8         | 東前頭5枚目 7–8         | 西前頭6枚目 8–7             | 東前頭3枚目 4–11        | 東前頭10枚目 9–6            |
| 1983年 （昭和58年） | 西前頭4枚目 6–9         | 東前頭8枚目 8–7         | 西前頭筆頭 8–7          | 西関脇 4–11                 | 東前頭5枚目 7–8         | 東前頭6枚目 8–7             |
| 1984年 （昭和59年） | 東前頭2枚目 6–9         | 西前頭3枚目 6–9         | 西前頭6枚目 7–8         | 西前頭9枚目 8–7             | 東前頭5枚目 4–11        | 西前頭11枚目 10–5           |
| 1985年 （昭和60年） | 東前頭3枚目 6–9         | 西前頭5枚目 6–9         | 西前頭9枚目 8–7         | 東前頭5枚目 5–10            | 西前頭11枚目 8–7        | 西前頭6枚目 6–9             |
| 1986年 （昭和61年） | 東前頭12枚目 4–11       | 東十両4枚目 8–7         | 東十両2枚目 4–11        | 西十両10枚目 引退 4–8–0     | x                       | x                           |
| 各欄の数字は、「勝ち-負け-休場」を示す。 優勝 引退 休場 十両 幕下 三賞：敢=敢闘賞、殊=殊勲賞、技=技能賞 その他：★=金星 番付階級：幕内 - 十両 - 幕下 - 三段目 - 序二段 - 序ノ口 幕内序列：横綱 - 大関 - 関脇 - 小結 - 前頭（「#数字」は各位内の序列） |                         |                         |                         |                             |                         |                             |

## 幕内対戦成績
| 力士名 | 勝数 | 負数 | 力士名         | 勝数 | 負数 | 力士名     | 勝数 | 負数 | 力士名       | 勝数 | 負数 |
| ------ | ---- | ---- | -------------- | ---- | ---- | ---------- | ---- | ---- | ------------ | ---- | ---- |
| 青葉山 | 3    | 4    | 朝潮           | 3    | 8    | 旭國       | 2    | 7    | 旭富士       | 2    | 2    |
| 天ノ山 | 7    | 7    | 荒勢           | 5    | 9    | 板井       | 3    | 2    | 岩波(照の山) | 1    | 3    |
| 大潮   | 12   | 8    | 巨砲           | 4    | 5    | 大錦       | 7(1) | 9    | 大ノ海       | 1    | 1    |
| 大乃国 | 2    | 2    | 大豊           | 4    | 3    | 大鷲       | 2    | 1    | 魁輝         | 14   | 12   |
| 魁傑   | 5    | 2    | 影虎           | 2    | 0    | 北瀬海     | 7    | 6    | 北の湖       | 2(1) | 6    |
| 霧島   | 2    | 2    | 麒麟児         | 7    | 9    | 蔵間       | 12   | 19   | 黒瀬川       | 5    | 4    |
| 黒姫山 | 8    | 7    | 高望山         | 7    | 2    | 琴ヶ梅     | 2    | 2    | 琴風         | 1    | 11   |
| 琴ヶ嶽 | 2    | 1    | 琴千歳         | 1    | 0    | 琴乃冨士   | 1    | 2    | 琴若         | 2    | 2    |
| 小錦   | 0    | 1    | 小沼           | 1    | 0    | 金剛       | 4    | 0    | 斉須         | 4    | 1    |
| 蔵玉錦 | 3    | 4    | 逆鉾           | 7    | 4    | 佐田の海   | 4    | 4    | 嗣子鵬       | 3    | 1    |
| 白田山 | 1    | 1    | 陣岳           | 4    | 1    | 神幸       | 3    | 2    | 大旺         | 2    | 1    |
| 大峩   | 1    | 4    | 大豪           | 1    | 1    | 大觥       | 0    | 3    | 大受         | 5    | 0    |
| 太寿山 | 8    | 4    | 大徹           | 5    | 5    | 大飛       | 3    | 2    | 大竜川       | 1    | 0    |
| 隆の里 | 6    | 16   | 貴ノ花         | 2    | 6    | 隆三杉     | 3    | 5    | 高見山       | 18   | 12   |
| 多賀竜 | 4    | 10   | 谷嵐           | 2    | 3    | 玉輝山     | 6    | 4    | 玉ノ富士     | 9    | 9    |
| 玉龍   | 5    | 2    | 千代櫻         | 3    | 1    | 千代の富士 | 4    | 14   | 出羽の花     | 11   | 15   |
| 闘竜   | 8    | 6    | 栃赤城         | 4    | 6    | 栃東       | 4    | 1    | 栃司         | 3    | 2    |
| 栃剣   | 4    | 8    | 栃光           | 16   | 19   | 栃纒       | 1    | 0    | 白竜山       | 1    | 1    |
| 羽黒岩 | 1    | 1    | 長谷川         | 2    | 1    | 蜂矢       | 1    | 2    | 花乃湖       | 1    | 3    |
| 播竜山 | 8    | 7    | 飛騨乃花       | 8    | 3    | 福の花     | 2    | 0    | 富士櫻       | 8    | 13   |
| 藤ノ川 | 1    | 2    | 二子岳         | 2    | 2    | 双津竜     | 6    | 8    | 双羽黒(北尾) | 1    | 1    |
| 鳳凰   | 4    | 5    | 北天佑         | 0    | 7    | 保志       | 1    | 4    | 前乃臻       | 0    | 1    |
| 増位山 | 7    | 3    | 舛田山         | 12   | 10   | 三重ノ海   | 2    | 7    | 三杉磯       | 3    | 14   |
| 水戸泉 | 2    | 1    | 陸奥嵐         | 3    | 0    | 豊山       | 10   | 5    | 吉の谷       | 0    | 1    |
| 琉王   | 3    | 0    | 若獅子         | 5    | 6    | 若嶋津     | 2    | 9    | 若瀬川       | 2    | 1    |
| 若ノ海 | 3    | 3    | 若乃花(若三杉) | 5    | 5    | 若の富士   | 1    | 3    | 輪島         | 0    | 10   |
| 鷲羽山 | 6    | 10   |                |      |      |            |      |      |              |      |      |

## 改名歴
- 大庄司 幸雄（おおしょうじ ゆきお）1964年5月場所 - 1971年3月場所
- 青葉城 幸雄（あおばじょう - ）1971年5月場所 - 1986年7月場所

## 年寄変遷
- 不知火 幸雄（しらぬい ゆきお）1986年7月 - 2013年11月

## エピソード
- ほとんどの力士は断髪式を終えた後、自分の大銀杏をガラスケースに保管するなどして大事に取っておくものだが、青葉城は「未練は無い」と公言し、断髪式直後に両国国技館のゴミ箱に惜しげもなく投げ捨てたという。
- 同期の初土俵には、後の関脇・高見山、同・黒姫山らがいる。本人は、「自分は亀、同期生らがいたからここまで来れた」と語る。